# Raiding
Raiding (ungerska: Doborján, kroatiska: Rajnof) är en ort och kommun i distriktet Oberpullendorf i österrikiska Burgenland, cirka 70 km söder om Wien. Liksom resten av Burgenland tillhörde Raiding Ungern fram till 1920–1921. Det ungerska namnet Doborján infördes 1898 som en del av regeringens magyarisering. Efter första världskriget tillföll området Österrike genom fredsfördraget 1919, och sedan 1921 ingår Raiding i Österrike. 
Orten är mest känd som födelseplats för den världsberömde tonsättaren Franz Liszt.